# スレッシャー (潜水艦)
スレッシャー (USS Thresher, SS-200) は、アメリカ海軍の潜水艦。タンバー級潜水艦の一隻。艦名はオナガザメ科（英：Thresher Shark）3種の総称に因み命名された。なお、退役から15年後にパーミット級原子力潜水艦1番艦として2代目スレッシャー (SSN-593)が就役している。

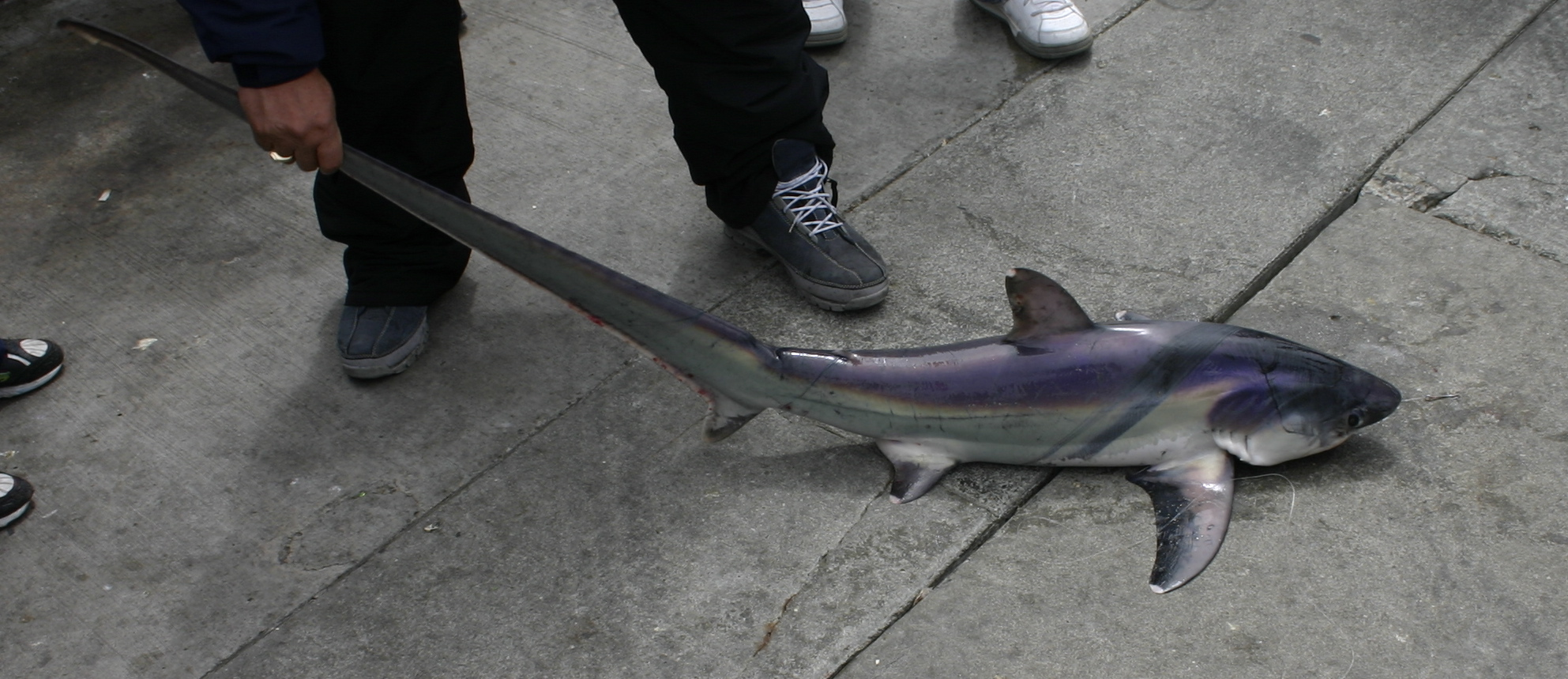
マオナガ（Common thresher shark）

## 艦歴
スレッシャーはコネチカット州グロトンのエレクトリック・ボート社で起工した。1940年3月27日にクロード・A・ジョーンズ夫人によって命名、進水し、1940年8月27日に艦長ウィリアム・ラベット・アンダーソン少佐（アナポリス1926年組）の指揮下就役する。

### 開戦まで
海上公試及び訓練後、スレッシャーは10月25日にコネチカット州ニューロンドンを出航しニューヨーク州グレーブズエンドで機関公試を行い、ドライ・トートガスで整調を行った。スレッシャーは1940年末から1941年初頭まで東海岸で作戦活動を続ける。5月1日にカリブ海から真珠湾に向けて出航し、5月9日にパナマ運河を通過、5月21日までカリフォルニア州サンディエゴに停泊し、真珠湾には5月31日に到着した。1941年の秋はハワイ水域で作戦活動に従事したが、極東では緊張が高まった。スレッシャーは姉妹艦のトートグ (USS Tautog, SS-199) と共に真珠湾潜水艦基地を10月31日に出航し、ミッドウェー島北部で哨戒のシミュレートを行う。両艦は完全武装し魚雷を満載していた。トートグが先に帰還し、スレッシャーは巡航を終え12月7日にハワイ水域に接近していた。

### 第1の哨戒 1941年12月
当時、ハワイ水域では駆逐艦リッチフィールド (USS Litchfield, DD-336) が警戒していた。スレッシャーは8時10分に日本軍機によって真珠湾が攻撃されたとの知らせを受け、ただちに戦時哨戒体制に切り替えて警戒を強めた。リッチフィールドは、やがてやってくるであろうスレッシャーとの会合が試みられ、その予定時刻に実際に会合するはずであった。しかし、スレッシャーは日本海軍の潜水艦と誤認されていた。リッチフィールドと同じく出港していた駆逐艦が向かってくるのが見え、スレッシャーは砲撃を受けた。砲弾はスレッシャーの司令塔の表面を破壊。スレッシャーはたまらず潜航した。その後、スレッシャーは真珠湾への入港を試みたものの、哨戒機から対潜爆弾を投下され入港できず、最終的には駆逐艦改造の水上機母艦ソーントン (USS Thornton, AVD-11) の誘導でようやく入港し、最初の哨戒を終えた。

### 第2の哨戒 1941年12月 - 1942年2月
12月30日、スレッシャーは2回目の哨戒でマーシャル諸島およびマリアナ諸島方面に向かった。1942年1月9日から1月13日にかけて、スレッシャーはマジュロ、ミリ、アルノの各環礁を偵察したあと、グアム方面に移動。2月4日未明、スレッシャーはハガニアの北11キロの地点で小型の貨物船を発見。ただちに潜航し魚雷を3本発射。これは命中しなかったので、発射準備状態にあった残りの魚雷も発射した。スレッシャーは30分にわたって攻撃行動を繰り返し、1隻4,500トンの戦果を挙げたと判断されたが、戦後のJANACの調査はこれを認めなかった。2月24日、海軍機がスレッシャーを誤爆してしまったが、幸いにスレッシャーには損傷はなかった。2月26日、スレッシャーは58日間の行動を終えて真珠湾に帰投した。

### 第3の哨戒 1942年3月 - 4月・ドーリットル空襲
3月23日、スレッシャーは3回目の哨戒で日本近海に向かった。この哨戒では、ウィリアム・ハルゼー中将率いる第16任務部隊（空母ホーネット (USS Hornet, CV-8)、エンタープライズ (USS Enterprise, CV-6) 基幹）が近く行う特別任務ための気象データを収集する任務も与えられていた。この特別任務は、4月18日のジミー・ドーリットル中佐による日本空襲に他ならない。また、スレッシャーには「4隻の日本の潜水艦が東京湾から出てくるであろう」というウルトラ情報も伝えられていた。4月10日朝、スレッシャーは大型の貨物船を発見した。貨物船が霧の中に入っていく前に魚雷を3本発射したが、すべて外れた。やがて、貨物船は霧の中から出てきたが、このときは攻撃態勢が取れず、見逃すしかなかった。しかし、スレッシャーはその日のうちに2番目の目標を発見し、伊豆大島北端風早埼灯台沖で貨物船サド号（元ポルトガル船サド/帝国船舶、3,039トン）に魚雷1本を命中させて撃沈した。間もなく、3隻か4隻程度の哨戒艦艇がスレッシャーに対し爆雷攻撃を実施。スレッシャーは120メートルの深度に潜んで攻撃が止むのを待った。攻撃が止むと、スレッシャーはハルゼー中将の任務部隊のための支援を続けた。ところが、4月13日に浮上して充電中にスレッシャーは大波を被り、海水は艦内に入り込んで電気系統を水浸しにしてショートさせ、塩素ガスの発生が危惧された。しかし、応急措置が迅速におこなわれた結果、海水はくみ出されて最悪の事態を免れた。4月14日、スレッシャーは気象データを通報し、この情報はハルゼー中将の任務部隊に通報されて極秘作戦に活用された。スレッシャーは4月16日にこの海域を去り、2機の日本の哨戒機から逃れた。4月29日、スレッシャーは37日間の行動を終えて真珠湾に帰投。艦長がウィリアム・J・ミリカン少佐（アナポリス1928年組）に代わった。

### 第4の哨戒 1942年6月 - 8月
6月26日、スレッシャーは4回目の哨戒でマーシャル諸島方面に向かった。7月1日にタンカーを雷撃したものの、護衛艦と哨戒機によって3時間制圧された。7月9日、スレッシャーはクェゼリン環礁とウォッジェ環礁の間を哨戒中、特設水雷母艦神祥丸（栗林商船、4,836トン）を発見。スレッシャーは魚雷2本を神祥丸に向けて発射し、命中させて神祥丸を撃沈した。その直後、上空を哨戒中の水上偵察機が対潜爆弾2発を投下し、スレッシャーを揺さぶった。そのおよそ10分後、スレッシャーは海中にあった四つ足の大きな錨に引っかかり、スレッシャーではこれを「日本軍が潜水艦を捕獲する罠」と考えていた。錨のせいで動きがままならず、スレッシャーは水中高速航行を行って錨を振り落とした。しかし、その間にも対潜爆弾を投下され、艦はそのたびに揺さぶられたが、幸い大きなダメージは受けず、修理の上トラック諸島、パラオ方面に移動した。7月20日夜には貨物船を取り逃がし、翌7月21日早朝には、折りからのスコールの中を浮上したものの、日本の哨戒艦艇の体当たりを受けそうになった。アンボン沖ではQシップと交戦し、魚雷2本を発射したが回避された。8月15日、スレッシャーは50日間の行動を終えてフリーマントルに帰投した。

### 第5の哨戒 1942年9月 - 11月
9月15日、スレッシャーは5回目の哨戒で南シナ海およびタイランド湾方面に向かった。この哨戒では機雷敷設の任務も与えられていた。9月19日、スレッシャーはロンボク海峡北側で2隻の貨物船を発見し雷撃したが、失敗した。9月25日夜にはスールー海でものすごく高速の目標を発見したが、やはり攻撃できなかった。10月16日23時ごろ、スレッシャーはタイランド湾最北部のパール・バンク付近に浮上し、北緯12度47分 東経100度44分 / 北緯12.783度 東経100.733度を中心とする海とに機雷を敷設した。これは、アメリカ潜水艦が機雷を敷設した最初の例となり、以後マレー半島、インドシナ半島、ボルネオ島方面でしばしば潜水艦による機雷敷設が行われ、ソロモン諸島方面の戦闘に駆り出された潜水艦を補助するものとなった。残りの期間はバリクパパン、セレベス海方面で哨戒を続けた。帰途、ジャワ海カポポサン島に座礁している小型タンカーを発見し、砲撃を浴びせた。11月12日、スレッシャーは61日間の行動を終えてフリーマントルに帰投した。

### 第6の哨戒 1942年12月 - 1943年1月
12月16日、スレッシャーは6回目の哨戒でジャワ海方面に向かった。12月25日にスラバヤ近海の哨戒海域に到着。ほどなく、南緯06度50分 東経112度47分 / 南緯6.833度 東経112.783度の地点で2隻の駆逐艦、数隻の駆潜艇、2機の哨戒機によって護衛された輸送船団を発見。スレッシャーは護衛をやり過ごし、3隻の貨物船に向けて魚雷を5本発射。2回の爆発を確認し観測すると、2番目の貨物船であった陸軍船第一ときわ丸（藤山海運、892トン）が身動きがとれず煙で覆われて船尾を上げているように見えた。第一ときわ丸の沈没をスレッシャーは確認しなかった。次の夜には空母のような船を発見したが、護衛艦に邪魔されて目標は夜闇に紛れ、1時間以上も接触できなかった。12月29日夜、スレッシャーは南緯05度30分 東経114度50分 / 南緯5.500度 東経114.833度の地点で貨物船八安丸（拿捕船/南洋海運委託、2,733トン/旧英船キン・シャン）を発見。日付が変わる直前に、魚雷を貨物船に向けて発射したが命中しなかった。スレッシャーは浮上し、向かってきた貨物船を避けながら艦載砲で8つの命中弾を得て八安丸は沈没していった。1943年1月10日、スレッシャーは25日間の行動を終えてフリーマントルに帰投した。

### 第7の哨戒 1943年1月 - 3月
1月25日、スレッシャーは7回目の哨戒でジャワ海方面に向かった。2月14日11時ごろ、スレッシャーは南緯06度05分 東経105度46分 / 南緯6.083度 東経105.767度の小スンダ列島海域で伊162を発見。魚雷2本を発射したが、1本は命中せず、もう1本は海底に当たって爆発した。スレッシャーは浮上し伊162と浮上砲戦を交わしたが、伊162は水平線上から去っていった。2月21日、スレッシャーは南緯06度30分 東経110度30分 / 南緯6.500度 東経110.500度の地点で2隻の護衛艦に護衛された3隻の輸送船団を発見。陸軍輸送船桑山丸（山下汽船、5,724トン）に向けて魚雷を2本発射し、1本が船尾に命中した他、もう1本は陸軍船国玉丸（玉井商船、3,127トン）に命中した。スレッシャーは13発の爆雷を避けた後、桑山丸が航行不能の状態になり、ボートで人員を運び出している姿を観測。その後、護衛艦に注意しつつ2回目の攻撃を行い、避退中に2度の大爆発を確認した。翌2月22日、スレッシャーは依然として漂流していた桑山丸に止めを刺し、桑山丸はワシントンの誕生日を祝うが如く船体をV字に折って3分で沈んでいった。3月2日、スレッシャーは南緯03度28分 東経117度23分 / 南緯3.467度 東経117.383度の地点で貨物船とタンカー東園丸（岡田商船、5,232トン）を発見し魚雷を発射。1本は東園丸に命中してこれを撃沈し、貨物船は雷跡を見て回避した。付近にいた護衛艦が接近してきたので、スレッシャーはこれ以上の攻撃を諦めた。3月10日、スレッシャーは45日間の行動を終えてフリーマントルに帰投。ミリカン艦長は帰投後、潜水艦隊司令官ラルフ・W・クリスティ少将に伊162を取り逃がした件を切り出し、魚雷の欠陥について不平を述べたが、クリスティ少将はあまり相手にしなかった。このあと、艦長がハリー・フル少佐（アナポリス1932年組）に代わった。

### 第8、第9の哨戒 1943年4月 - 7月
4月4日、スレッシャーは8回目の哨戒でジャワ海方面に向かった。この哨戒ではヌサ・ラウト島に向かい、人員を輸送してくる任務も与えられていた。しかし、5月1日に予定地点に到着したもののスレッシャーが輸送すべき人員の姿がなく、5月5日まで待ったが結局会合は失敗。5月11日、スレッシャーは司令部宛に「接触せず」と報告した。また、この哨戒で戦果を挙げることはなかった。5月23日、スレッシャーは50日間の行動を終えてフリーマントルに帰投した。
6月16日、スレッシャーは9回目の哨戒でセレベス海方面に向かった。この哨戒では、ネグロス島の抗日ゲリラに対する輸送任務も命じられていた。6月30日夕刻、スレッシャーはボルネオ島東岸でパラオに向かう第2603船団を発見。駆逐艦帆風が3隻の輸送船を護衛していた。19時ごろに魚雷3本を発射したが、いずれも命中しなかった。船団は北方に進路を変えたが、スレッシャーは翌7月1日未明に船団を再発見。2度目の攻撃をかけたが、またもや失敗に終わった。スレッシャーはなおも追撃し、19時38分ごろに北緯00度43分 東経119度35分 / 北緯0.717度 東経119.583度の地点で3度目の攻撃を行い、帆風の艦首尾に魚雷を命中させた。スレッシャーは浮上して船団を攻撃しようと接近したが、防御砲火に阻まれて潜航を余儀なくされた。スレッシャーは船団を追跡し続け、日付が7月2日に変わった直後に北緯01度30分 東経119度30分 / 北緯1.500度 東経119.500度の地点で船団から遅れていた陸軍船米山丸（板谷商船、5,274トン）に向けて魚雷を2本発射。1本が命中し、米山丸は大爆発を起こして沈没していった。7月5日にはセレベス島タンブ湾でタンカーを発見し、護衛艦がいなくなるのを待って魚雷を3本発射。魚雷はタンカーに命中したように思えたが、タンカーは備砲を威嚇発射しつつ高速で逃げていった。7月9日、スレッシャーはネグロス島西岸カトモウ岬の会合点に到着。闇に乗じて500ポンドの物資と40,000ラウンドに及ぶ弾薬をゲリラに渡し、ゲリラからは情報機関文書を預かった。スレッシャーは作業終了後、即座にこの場を去って哨戒を再開したあと東に向かい、途中でミッドウェー島に寄港した。7月28日、スレッシャーは42日間の行動を終えて真珠湾に帰投。オーバーホールのためメア・アイランド海軍造船所に回航された。終了後、スレッシャーは10月8日に同地を出航して、一週間後に真珠湾に到着した。

### 第10の哨戒 1943年11月
11月1日、スレッシャーは10回目の哨戒でトラック諸島方面に向かった。この頃、ギルバート諸島攻略のガルヴァニック作戦が進められており、これを阻止する日本艦隊がトラックから出てくることも考えられた。そこで、トラックの環礁の各入口や予想進路上に潜水艦を配置して、迎撃する計画が立てられた。スレッシャーはトラックの北方に配備された。11月12日朝、スレッシャーは北緯09度02分 東経152度46分 / 北緯9.033度 東経152.767度の地点で南下してきた第3101船団を発見。2隻の護衛艦をやり過ごし、特設運送船武庫丸（太平汽船、4,862トン）に向けて魚雷を3本、別の目標に向けてもう3本発射。武庫丸に向けられた魚雷は命中し、武庫丸は沈没。直後、護衛の駆逐艦朝風が反撃し、20発の爆雷を投下した。この攻撃でスレッシャーは艦内の各部に浸水が発生し、これ以上の哨戒続行を断念した。11月29日、スレッシャーは29日間の行動を終えて真珠湾に帰投。艦長がダンカン・C・マクミラン少佐（アナポリス1926年組）に代わった。

### 第11、第12の哨戒 1943年12月 - 1944年5月
12月27日、スレッシャーは11回目の哨戒で東シナ海に向かった。1944年1月10日、スレッシャーはマストを見つけて潜航。よく観測すると、相手は漁船であった。スレッシャーは浮上し、距離5,500メートルで射撃を開始。5インチ砲弾45発、12.7ミリ機銃1000発、20ミリ機銃770発を費やして撃沈した。スレッシャーはルソン海峡に移動したあと、1月15日11時43分に空母のような船と護衛艦を発見し、魚雷を発射した。護衛艦の反撃があったものの、2時間に及ぶ爆雷攻撃をしのいだ。17時ごろに潜望鏡深度に戻ってみると、護衛艦がいる4隻の輸送船団を発見。この船団は、マニラから高雄に向かっていた第882船団であった。スレッシャーは19時11分に浮上し、船団を追跡。深夜になって攻撃を開始し、まず応急タンカー龍野丸（日本郵船、7,296トン）に対し魚雷を4本発射。うち2本が龍野丸の船倉に命中し、船体を真っ二つにした。二分された龍野丸の船体は、前半部が急速に沈んでいき、後半部は2日かかって沈没した。スレッシャーは次に二番船の陸軍船東宝丸（北海汽船、4,092トン）に対して魚雷を3本発射。2本が東宝丸の左舷に命中し、東宝丸は備砲で反撃したものの、爆発を起こして沈没していった。スレッシャーは3番目の目標を5インチ砲で攻撃しようとしたが、護衛の水雷艇友鶴が向かってきたので潜航。友鶴は20発の爆雷を投下したが、スレッシャーには損害を与えなかった。1月26日、スレッシャーは北緯22度10分 東経119度30分 / 北緯22.167度 東経119.500度の地点でレーダーで第356船団を探知。曇天の夜だったが、相手が来るのを待ち続けた。日付が変わって1月27日0時11分、スレッシャーは輸送船菊月丸（南日本汽船、1,266トン）に向けて魚雷を3本発射。魚雷は命中し菊月丸は35秒で沈没していった。間髪入れず2番目の目標である特設運送船幸成丸（三井船舶、2,205トン）に対して5インチ砲を射撃。この間に3番目の目標は南に向かって逃げていった。スレッシャーは幸成丸を追撃し、最後に残った魚雷を発射。魚雷は船尾に命中し、すさまじい爆発はスレッシャーにも影響を与えた。主機には安全装置がかかり、断熱材やライトは壊れた。さらに、護衛艦が向かってくることも予想された。スレッシャーは改定で3時間もの間、息を潜めていた。その後、スレッシャーは1月28日から29日にかけて台湾とパラオ間の航路を哨戒しつつ東に向かい、ミッドウェー島に寄港した。2月18日、スレッシャーは54日間の行動を終えて真珠湾に帰投。この哨戒での活躍が評価され、マクミラン艦長に海軍十字章が授与された。
3月18日、スレッシャーは12回目の哨戒でトラック諸島方面に向かった。この哨戒では、トラックを空襲する航空部隊の救助任務を担当した。4月11日にはオロルック環礁を艦砲射撃して写真偵察も行い、4月17日と18日にはサタワン環礁を偵察した。哨戒中、2隻の敵艦を目撃したが攻撃できなかった。5月8日、スレッシャーは51日間の行動を終えて真珠湾に帰投した。

### 第13の哨戒 1944年6月 - 7月
6月14日、スレッシャーは13回目の哨戒でアポゴン (USS Apogon, SS-308)、ガードフィッシュ (USS Guardfish, SS-217)、ピラーニャ (USS Piranha, SS-389) とウルフパック "Mickey Finns" を構成し南シナ海に向かった。ウルフパックの指揮は、ガードフィッシュ座乗のウィリアム・V・「ミッキー」オリガン大佐が執った。担当海域に向かう途中、ウルフパックは航空機からの遭難信号を受信。6月27日に現場付近に到着したが、落下式のタンク以外は何も見つからなかった。その後は7月11日にレーダーで輸送船団を探知するまで航空機か漁船しか観測しなかった。7月12日、ウルフパックはバタン諸島近海でモマ01船団を発見したが、スレッシャーのみは護衛艦に邪魔されて攻撃の機会を逸した。翌7月13日に4隻は再集結。7月16日16時ごろ、スレッシャーは北緯19度15分 東経120度15分 / 北緯19.250度 東経120.250度の地点で水平線上に昇る煙を発見。2時間後、大輸送船団であることを確認。この船団は高雄からマニラに向かうタマC21船団だった。まずピラーニャが陸軍輸送船志あとる丸（大阪商船、5,773トン）を午前中に撃沈したあと、深夜23時ごろになってスレッシャーが攻撃。北緯18度53分 東経119度32分 / 北緯18.883度 東経119.533度の地点で貨物船西寧丸（大連汽船、4,918トン）と護衛艦に対して魚雷を3本ずつ発射。すぐさま反転して艦尾発射管から2番目の貨物船に向けて魚雷を4本発射し、4回の爆発を確認。この攻撃で西寧丸を撃沈した。スレッシャーは魚雷を再度装てんしたあと、2度目の攻撃で別の貨物船とタンカー、護衛艦に対し魚雷を発射。直後に爆雷攻撃があったが、スレッシャーは3度目の攻撃の準備を急いだ。3時45分ごろに3度目の攻撃で残っている貨物船とタンカー、護衛艦に対し魚雷を発射。そのうち、陸軍船祥山丸（興国汽船、2,838トン）に魚雷が2本命中し、タンカーに1本命中したように見えた。祥山丸はあっという間に沈没していった。一連の攻撃でスレッシャーは全ての魚雷を使ったため、ウルフパックから離れてミッドウェー島に向かった。スレッシャーは6隻35,100トンの戦果を主張したが、戦後の JANAC の調査では2隻7,700トンしか認定されなかったが、この行動に対して海軍称賛部隊章を授与された。7月27日、スレッシャーは44日間の行動を終えてミッドウェー島に帰投。艦長がジョン・R・ミドルトン・ジュニア少佐（アナポリス1935年組）に代わった。

### 第14、第15の哨戒 1944年8月 - 1945年4月
8月23日、スレッシャーは14回目の哨戒で東シナ海および黄海方面に向かった。8月29日には艦は激浪に叩かれたが乗り切った。9月10日には九州近海で敷設艦と2隻の駆潜艇を発見したが、小さな目標を探知したのでその場を離脱した。9月13日、スレッシャーは貨物船と大型タンカーを発見し魚雷を4本発射したが、距離が遠く攻撃は失敗。哨戒機の反撃を招いてしまったが、スレッシャーに損害はなかった。9月18日15時31分ごろ、スレッシャーは北緯35度02分 東経124度24分 / 北緯35.033度 東経124.400度の地点で水平線上にマストを発見。19時23分には相手の姿を確認するとともに護衛艦をレーダーで探知。21時ごろに攻撃態勢に入り、相手である陸軍船暁空丸（拿捕船/陸軍運航、6,854トン/旧英船エンパイア・ランタン）が右に曲がったのを見て魚雷を4本発射。しかし、進路予測は外れて魚雷は命中しなかった。スレッシャーは距離1,100メートルまで近寄って、さらに4本発射。2本目の魚雷が命中し、暁空丸は急速に沈没していった。スレッシャーは夕張型軽巡洋艦と思われる艦艇を含む3隻の艦艇を察知したが、相手は高速で戦場を去った。スレッシャーは黄海の奥深く、漁船と出会いつつ満州沿岸に向かい、9月25日9時44分に貨物船日成丸（大洋興業、1,468トン）を発見。スレッシャーは13時15分に浮上して逃げる日成丸に向かっていったが、水上機を見つけたので潜航。潜航後、対潜爆弾1発が近くで爆発した。16時過ぎまで潜航したあと浮上し、18時15分ごろに北緯37度00分 東経124度00分 / 北緯37.000度 東経124.000度の地点で再度日成丸を発見。月をバックにして魚雷を2本発射。1本が日成丸の急所に命中して1分以内に沈没していった。翌9月26日、スレッシャーは北緯37度45分 東経123度37分 / 北緯37.750度 東経123.617度の地点で5,000トン級タンカー、すなわち貨物船広悦丸（広海汽船、873トン）を発見。スレッシャーは魚雷を4本発射、魚雷が命中すると広悦丸は瞬時に沈没していった。スレッシャーは魚雷を使い切ったのでミッドウェー島に向かった。10月3日、スレッシャーはトロール船を発見し、追跡した。日没後に浮上し、5インチ砲で撃沈した。10月8日にミッドウェー島に寄港。10月12日、スレッシャーは50日間の行動を終えて真珠湾に帰投した。
1945年1月31日、スレッシャーは15回目の哨戒でタイルフィッシュ (USS Tilefish, SS-307)、シャード (USS Shad, SS-235)、ピート (USS Peto, SS-265)、ウルフパックを組んでルソン海峡方面に向かった。2月12日から13日にサイパン島に寄港した後、哨戒海域に到着。ウルフパックの中でスレッシャーのみが敵との2度の接触に成功した。しかし、1つは相手が浅吃水で命中せず、もう1つは回避された。3月28日にはピラーニャ、パファー (USS Puffer, SS-268) とともにバタン島バスコに対して艦砲射撃を行った。4月4日、スレッシャーはサイパン島で潜水母艦フルトン (USS Fulton, AS-11) の整備を受けた。4月24日、スレッシャーは82日間の行動を終えて真珠湾に帰投。これがスレッシャーの最後の哨戒となった。

### 練習艦・戦後
第一線を離れたスレッシャーは、練習艦としてエニウェトク環礁に向かい、8月15日の終戦まで同地で訓練艦任務に従事した。9月15日、スレッシャーはエニウェトク環礁を出航し、9月22日に真珠湾に到着。9月26日に真珠湾を出航し、10月4日にサンフランシスコに到着した。その後、10月31日に西海岸を出発し、11月10日にパナマ運河を通過して11月18日にポーツマスに到着。スレッシャーは12月13日に同地で退役した。
スレッシャーはビキニ環礁での原爆実験に標的艦として使用されるために1946年2月6日に再就役した。しかしながら改装中に経費がかかりすぎることが判明し、改装は中断された。スレッシャーは最終的に1946年7月12日退役した。その後1947年12月23日に除籍され、1948年3月18日にマサチューセッツ州エヴェレットのマックス・ジーゲルにスクラップとして売却された。
スレッシャーは第二次世界大戦の戦功で15個の従軍星章と、1個の海軍部隊章を受章した。